# Shorttrack-Europameisterschaften 1999
Die Shorttrack-Europameisterschaften 1999 waren die 3. Auflage der Shorttrack-Europameisterschaften und fanden vom 22. bis zum 24. Januar 1999 in Oberstdorf statt. Insgesamt wurden vier Europameistertitel vergeben, jeweils einer im Mehrkampf und in der Staffel bei Frauen und Männern. Ausrichter war die Internationale Eislaufunion (ISU).
Bei den Frauen dominierten Marinella Canclini und Ewgenija Radanowa die Wettbewerbe. Canclini setzte sich knapp gegen Radanowa durch und gewann den Mehrkampftitel. Zudem gewann sie auch den EM-Titel mit der Staffel. Die Bronzemedaille ging an Maureen de Lange. Bei den Männern gab es einen italienischen Dreifacherfolg. Fabio Carta gewann die Goldmedaille vor Nicola Franceschina und Michele Antonioli. Das Staffelfinale bei den Frauen gewann Italien vor Bulgarien und der Niederlande, bei den Männern siegte ebenfalls Italien vor der Niederlande und Großbritannien.

## Teilnehmende Nationen
| - Belarus - Belgien - Bulgarien - Deutschland - Estland - Frankreich - Großbritannien - Israel - Italien - Litauen - Niederlande | - Norwegen - Österreich - Polen - Russland - Schweden - Schweiz - Slowakei - Tschechien - Ukraine - Ungarn |

## Ergebnisse

### Frauen
| Wettbewerb         | Gold                                                                      | Gold         | Silber                                                                    | Silber       | Bronze                                                                         | Bronze       |
| Wettbewerb         | Athletin                                                                  | Leistung     | Athletin                                                                  | Leistung     | Athletin                                                                       | Leistung     |
| ------------------ | ------------------------------------------------------------------------- | ------------ | ------------------------------------------------------------------------- | ------------ | ------------------------------------------------------------------------------ | ------------ |
| 500 Meter          | Marinella Canclini                                                        | 0:44,620 min | Ewgenija Radanowa                                                         | 0:44,622 min | Katia Colturi                                                                  | 0:44,761 min |
| 1000 Meter         | Ewgenija Radanowa                                                         | 1:46,739 min | Marinella Canclini                                                        | 1:46,783 min | Maureen de Lange                                                               | 1:47,163 min |
| 1500 Meter         | Ewgenija Radanowa                                                         | 2:26,553 min | Marinella Canclini                                                        | 2:26,800 min | Debbie Palmer                                                                  | 2:27,225 min |
| 3000 Meter         | Marinella Canclini                                                        | 5:17,223 min | Ewgenija Radanowa                                                         | 5:17,349 min | Danielle Molendijk                                                             | 5:17,383 min |
| 3000 Meter Staffel | Italien Barbara Baldissera Marinella Canclini Marta Capurso Katia Colturi | 4:21,513 min | Bulgarien Marina Georgiewa Anna Krastewa Ewgenija Radanowa Daniela Wlaewa | 4:22,465 min | Niederlande Maureen de Lange Melanie de Lange Danielle Molendijk Anouk Wiegers | 4:25,087 min |
| Gesamtwertung      | Marinella Canclini                                                        | 110 Punkte   | Ewgenija Radanowa                                                         | 110 Punkte   | Maureen de Lange                                                               | 26 Punkte    |

### Männer
| Wettbewerb         | Gold                                                                                       | Gold         | Silber                                                                   | Silber       | Bronze                                                                | Bronze       |
| Wettbewerb         | Athlet                                                                                     | Leistung     | Athlet                                                                   | Leistung     | Athlet                                                                | Leistung     |
| ------------------ | ------------------------------------------------------------------------------------------ | ------------ | ------------------------------------------------------------------------ | ------------ | --------------------------------------------------------------------- | ------------ |
| 500 Meter          | Nicola Franceschina                                                                        | 0:42,152 min | Arian Nachbar                                                            | 0:42,399 min | Michele Antonioli                                                     | 0:42,489 min |
| 1000 Meter         | Fabio Carta                                                                                | 1:31,783 min | Bruno Loscos                                                             | 1:32,011 min | Nicky Gooch                                                           | 1:32,034 min |
| 1500 Meter         | Fabio Carta                                                                                | 2:24,676 min | Nicky Gooch                                                              | 2:25,186 min | Nicola Franceschina                                                   | 2:25,215 min |
| 3000 Meter         | Fabio Carta                                                                                | 5:18,155 min | Michele Antonioli                                                        | 5:18,498 min | Bruno Loscos                                                          | 5:18,518 min |
| 5000 Meter Staffel | Italien Michele Antonioli Maurizio Carnino Fabio Carta Nicola Franceschina Nicola Rodigari | 7:01,859 min | Niederlande Cees Juffermans Alex Velzeboer Dave Versteeg Vincent Wolvers | 7:11,129 min | Großbritannien James Ellis Nicky Gooch Matthew Jasper Robert Mitchell | 7:16,582 min |
| Gesamtwertung      | Fabio Carta                                                                                | 102 Punkte   | Nicola Franceschina                                                      | 47 Punkte    | Michele Antonioli                                                     | 39 Punkte    |

## Medaillenspiegel
| Platz  | Land           | Gold | Silber | Bronze | Gesamt |
| ------ | -------------- | ---- | ------ | ------ | ------ |
| 1      | Italien        | 4    | 1      | 1      | 6      |
| 2      | Bulgarien      | –    | 2      | –      | 2      |
| 3      | Niederlande    | –    | 1      | 2      | 3      |
| 4      | Großbritannien | –    | –      | 1      | 1      |
| Gesamt | Gesamt         | 4    | 4      | 4      | 12     |